# Benjamin Salisbury
Benjamin David Salisbury (* 19. Oktober 1980 in Minneapolis, Minnesota, USA) ist ein US-amerikanischer Schauspieler und Synchronsprecher. 

## Leben
Salisbury wurde als eines von vier Kindern – mit zwei Schwestern und einem Bruder – in Minneapolis geboren. Während der 90er Jahre wurde er durch seine Rolle als Brighton Sheffield in der Sitcom Die Nanny bekannt. Nach dem Ende der Serie 1999 machte er seinen Abschluss an der Wayzata High School in Plymouth, Minnesota, und besuchte anschließend die American University in Washington, D. C.
Nach seinem Bachelor of Arts in Journalismus widmete sich Salisbury wieder der Schauspielerei. Er war 2005 und 2006 in Gastrollen in der Serie Numbers und in dem Kurzfilm On The Brink zu sehen. 
Seit 2006 ist er verheiratet. Er lebt mit seiner Ehefrau in Kalifornien.

## Filmografie (Auswahl)
- 1992: Captain Ron
- 1993: Flucht im Mondlicht (Shimmer)
- 1993–1999: Die Nanny (The Nanny)
- 1994: Iron Will – Der Wille zum Sieg (Iron Will)
- 1996: Mighty Ducks 3 (D3: The Mighty Ducks)
- 2002: S1m0ne
- 2003: Pledge of Allegiance
- 2006: On the Brink

### Synchronsprecher
- 1995: The Nanny Christmas Special: Oy to the World als Stimme von Brighton Sheffield
- 1996: Christmas in Oz als Stimme von Tin Boy
- 1996: The Oz Kids als Stimme von Tin Boy
- 1996: Who Stole Santa? als Stimme von Tin Boy
- 1996: Virtual Oz als Stimme von Tin Boy
- 1996: Toto Lost in New York als Stimme von Tin Boy
- 1996: The Nome Prince and the Magic Belt als Stimme von Tin Boy
- 2001: Mahô shôjo neko Taruto als Stimme von Nachos

### Gastauftritte
- 1996: Kirk
- 1996: Ein Wink des Himmels (Promised Land)
- 2005: Numbers – Die Logik des Verbrechens (Numbers)